# Smuk (film)
Smuk er en dansk spillefilm fra 2022 instrueret af Tilde Harkamp efter manuskript af Line Mørkeby.
Filmen solgte lidt under 100.000 billetter og fik i 2025 en efterfølger i form af Smukkere, der følger Selmas videre gymnasietid i 2.g.

## Handling
Smuk udspiller sig på Rosenholm gymnasium ved årets skolestart. Der er en masse ritualer, som de nye 1.g’ere skal igennem, som har stor betydning for deres videre liv på gymnasiet og ikke mindst for deres personlige liv. Vi følger seks unge drenge og piger, som hurtigt får udfordret egne grænser på hver deres måde.
Frida starter i 1.g sammen med sin bedste veninde Selma. De to piger finder sammen med Nadja, der er lillesøster til 3.g’eren Pelle og kæreste med Pelles bedste ven Emil. Men da Emil og Frida hurtigt får et godt øje til hinanden, og da Frida ovenikøbet efter en audition bliver udvalgt til at deltage i den eftertragtede puttemiddag, men Selma ikke gør, bliver der lagt afstand mellem pigerne. Frida bliver hængt ud og mister fodfæstet i det sociale spil.

## Medvirkende
- Andrea Heick Gadeberg
- Sylvester Espersen Byder
- Karoline Hamm
- Fie Petersen
- Stran Ezgi Benli
- Albert Rudbeck Lindhardt
- Oliver Due